# Ніна Рангелова
Ніна Рангелова (22 жовтня 1990) — болгарська плавчиня.
Учасниця Олімпійських Ігор 2008, 2012, 2016 років.